# Sonny Rollins, Vol. 2
Albums de Sonny Rollins
Way Out West
(1957) Newk's Time
(1957)
Sonny Rollins, Vol. 2 est un album du saxophoniste ténor Sonny Rollins paru en 1957. Il est le deuxième album de Rollins en leader sur le label Blue Note, faisant suite au Volume 1. Rollins réuni sur cet album un quintet exceptionnel composé du batteur Art Blakey, fondateur des Jazz Messengers avec Horace Silver qui est également présent au piano et qu'il partage avec Thelonious Monk sur deux morceaux, Reflections et Misterioso où ils réussissent à effectuer des solos vraiment différents. Les autres musiciens lors de cette session sont Paul Chambers, contrebassiste talentueux et membre depuis 1955 du Miles Davis quintet et le tromboniste de renom Jay Jay Johnson.

## Titres
Rollins avait formé un trio sans piano sur son précédent album Way Out West, méthode qualifiée de « strolling ». Il choisit au contraire d'associer pour ce nouvel enregistrement deux pianistes, Thelonious Monk et Horace Silver présents sur le morceau Misterioso. L'auteur Richard Palmer écrit à ce sujet que « l'idée était vraiment courageuse et aurait pu être confuse : ici elle se révèle de façon triomphale. Le jeu est aventureux et intense; dans un même temps tout est très bien organisé » et ajoute aussi « Monk commence et finit; son travail derrière Rollins est particulièrement bon, tandis que Silver prend le relais à mi-chemin sur l'entrée de Johnson ».
| N° | Titre                      | Compositeur                  | Durée |
| -- | -------------------------- | ---------------------------- | ----- |
| 1. | Why Don't I                | Sonny Rollins                | 5:42  |
| 2. | Wail March                 | Sonny Rollins                | 6:09  |
| 3. | Misterioso                 | Thelonious Monk              | 9:22  |
| 4. | Reflections                | Thelonious Monk              | 7:01  |
| 5. | You Stepped Out of a Dream | Nacio Herb Brown, Gus Kahn   | 6:22  |
| 6. | Poor Butterfly             | John Golden, Raymond Hubbell | 6:05  |

## Enregistrement
Les morceaux sont enregistrés le 14 avril 1957 au Van Gelder Studio à Hackensack (New Jersey). Jay Jay Johnson participe à cet album avec la permission de Columbia Records et Thelonious Monk avec celle de Riverside Records.
| Musicien        | Instrument      | Titre    |  | Équipe technique |                  |
| --------------- | --------------- | -------- |  | ---------------- | ---------------- |
| Sonny Rollins   | saxophone ténor | 1-6      |  | Alfred Lion      | producteur       |
| J. J. Johnson   | trombone        | 1-3, 5-6 |  | Robert Levin     | Liner notes      |
| Horace Silver   | piano           | 1-3, 5-6 |  | Rudy Van Gelder  | ingénieur du son |
| Thelonious Monk | piano           | 3, 4     |  | Francis Wolff    | photographie     |
| Paul Chambers   | contrebasse     | 1-6      |  |                  |                  |
| Art Blakey      | batterie        | 1-6      |  |                  |                  |